# Lillesjö (Skurups socken, Skåne)
Lillesjö är en våtmark, tidigare sjö i Skurups kommun i Skåne och ingår i Nybroån-Sege ås kustområde.